# سردنرینوفسکی
سردنرینوفسکی (به لاتین: Srednereynovsky) یک منطقهٔ مسکونی در روسیه است که در استان آمور واقع شده‌است.